# Makua (P.30) jezici
Makua (P.30) jezici, jedna od tri jezične podskupine centralnih bantu jezika iz zone P uglavnom u Mozambiku te u nekim drugim susjednim zemljama. Obuhvaća ukupno (16) jezika, to su: 
- chuwabu ili chichwabo [chw], 947.000 (2006);
- kokola ili kokhola [kzn], ukupno 280.000 u Malaviju i Mozambiku;
- koti ili angoche [eko], 77.000 (2006);
- lolo ili ilolo [llb], 162.000 (2006);
- lomwe ili acilowe [ngl], 1.500.000 (2006);
- maindo ili chwambo [cwb], 21.000 (2006);
- makhuwa [vmw], 3.090.000 (2006);
- makhuwa-marrevone [xmc], 463.000 (2006);
- makhuwa-meetto ili emeto [mgh], ukupno 1.348.000 u Mozambiku i Tanzaniji;
- makhuwa-moniga [mhm], 200.000 (2003 SIL);
- makhuwa-saka ili esaaka [xsq], 212.000 (2006);
- makhuwa-shirima ili chirima [vmk], 618.000 (2006);
- manyawa [mny], 173.000 (2006);
- marenje ili emarendje [vmr], 90.000 (2006);
- nathembo ili esakaji [nte], 25.000 (2006);
- takwane [tke], 181,000 (2006).

## Vanjske poveznice
- Ethnologue (14th)
- Ethnologue (15th)